# لينوكس (جورجيا)
لينوكس (بالإنجليزية: Lenox, Georgia)‏ هي بلدة تقع في مقاطعة كوك، جورجيا بولاية جورجيا في الولايات المتحدة. تبلغ مساحتها 3.3 (كم²)، وترتفع عن سطح البحر 88 م، بلغ عدد سكانها 889 نسمة في عام 2000 حسب إحصاء مكتب تعداد الولايات المتحدة وتصل الكثافة السكانية فيها 269.4 نسمة/كم2.

## أعلام
- جوني كوك

## وصلات خارجية
- The US50 - Cities and Towns in Georgia State
- Georgia Cities and Towns, Facts, Map, Flag, Colleges, Government, and More